# اداره اصلی نژاد و اسکان اس‌اس

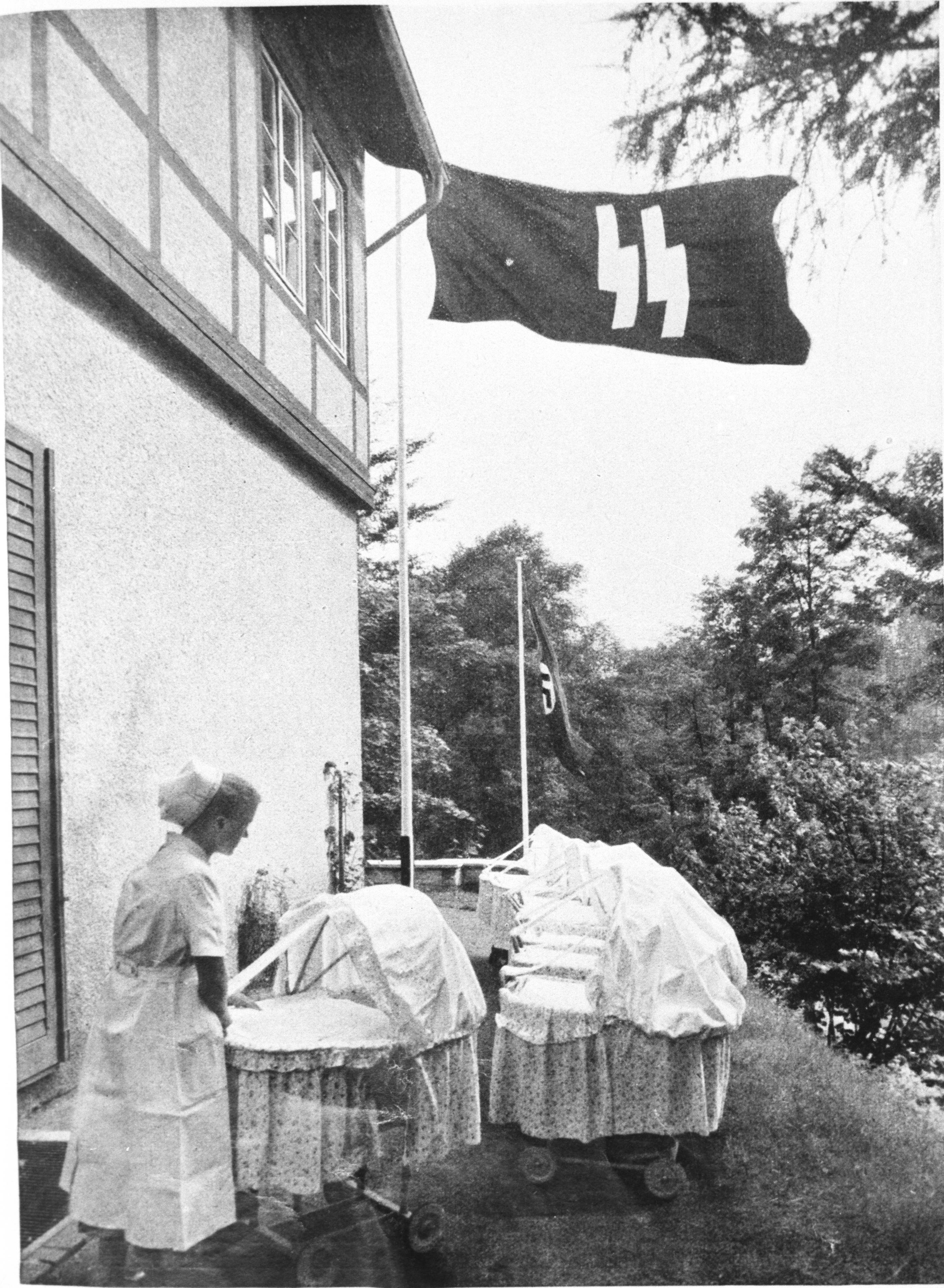
نوزادان متولد شده در دوران برنامه لبنزبورن اس اس. ۱۹۴۳

اداره اصلی نژاد و اسکان اس‌اس (به آلمانی: Rasse- und Siedlungshauptamt-SS) یا به‌طور  مختصر روشا سازمان مسئول «صیانت از خلوص نژادی اس اس» درون آلمان نازی بود.
یکی از وظایف آن نظارت بر ازدواج‌های کارکنان اس اس در ارتباط با ایدئولوژی آریایی حزب نازی بود. روشا فقط با تکمیل تحقیق مفصل زمینه تناسب نژادی هر دو والد اجتمالی جواز ازدواج صادر می‌کرد. روشا توسط هاینریش هیملر و والتر داره در ۱۹۳۱ تأسیس شد. داره، اولین مدیر آن مبلغ ایدئولوژی «خون و خاک» بود.